# Andrew Gilding
Andrew Gilding (Earsham, 1970. december 7. –) angol dartsjátékos. 2011-től a Professional Darts Corporation tagja. 2023-ban ő lett a legidősebb férfi dartsjátékos, aki kiemelt PDC tornát tudott nyerni (UK Open). Beceneve "Goldfinger".

## Pályafutása

### PDC
Az egykori hentes és gyári munkás Gilding a 2011-es UK Open-en debütált a PDC-nél, amelyre a boltoni Reebok Stadionban rendezett kocsmai selejtezőből jutott ki. Legyőzte Brendan Dolant, Matt Clarkot és Andy Hamiltont is, majd 9–2-re kikapott Mark Hyltontól a legjobb 32 között, amivel 2000 fontot keresett.
Gilding 25 000 fontot szerzett a Pro Tour sorozatban 2014-ben, ezzel kivívta a jogot a 2015-ös világbajnokságon való részvételre. A tornán Robert Thornton ellen debütált, de 3–0-ra elveszítette a meccset. 2015-ben a világranglista 38. helyén kezdett, 40 helyet javítva egy évvel előtti helyezéséhez képest. Az év végére további megszerzett 17 000 font pénzdíjjal sikerült a világranglistán a legjobb 32 játékos közé kerülnie.
Miután a 2016-os világbajnokság első fordulójában 3–0-ra legyőzte Gerwyn Price-t, Gilding a következő fordulóban 4–0-ra kikapott Adrian Lewistól. A UK Open második fordulójában Ryan de Vreede ellen kapott ki 6–5-re. Gilding a 10. Players Championship-állomás negyeddöntőjében 6–0-ra legyőzte Jelle Klaasent, de ugyancsak 6–0-s vereséget szenvedett Dave Chisnalltól az elődöntőben. Kvalifikálta magát a Players Championship Finals-re is, de az első körben 6–5-re kikapott Vincent van der Voorttól.
A 2017-es világbajnokság első körét 3–2-re sikerrel vette John Henderson ellen. A második körben a regnáló világbajnok Gary Anderson ellen játszott, akitől 4–0-ás vereséget szenvedett és kiesett.
2018 novemberében kvalifikálta magát a Grand Slam of Darts-ra, ahol utolsóként végzett a csoportjában, miután vereséget szenvedett Gerwyn Price-tól és Simon Whitlocktól, egyetlen győzelmét a Glen Durrant elleni utolsó meccsén szerezte.
2022-ben bejutott a Belgian Darts Open döntőjébe, ahol Dave Chisnall ellen 8–6-os vereséget szenvedett. 
A 2023-as UK Open-en Gilding bejutott első nagytorna-döntőjébe, ahol megszerezte első PDC nagytorna-győzelmét is, 11–10-re legyőzve Michael van Gerwent. A 110 000 fontos fődíjjal a 25. helyre lépett előre a világranglistán; a hétvégét megelőzően a 41. helyen volt.
A 2023-as World Grand Prix-n a negyeddöntőig menetelt. Az első két meccsét megnyerte, mielőtt 3–0-ra kikapott Michael Smith-től.
A 2024-es UK Open-en a negyedik körben 10–7-re legyőzte az ifi-világbajnoki döntős Josh Payne-t, de az ötödik körben 10–1-re kikapott Peter Wrighttól.

## Világbajnoki szereplései

### PDC
- 2015: Első kör (vereség  Robert Thornton ellen 0–3)
- 2016: Második kör (vereség  Adrian Lewis ellen 0–4)
- 2017: Második kör (vereség  Gary Anderson ellen 0–4)
- 2023: Második kör (vereség  Dave Chisnall ellen 1–3)
- 2024: Második kör (vereség  Luke Littler ellen 1–3)
- 2025: Harmadik kör (vereség  Nathan Aspinall ellen 0–4)

## Döntői

### PDC nagytornák: 1 döntős szereplés
| Történet      |
| UK Open (1–0) |

| Eredmény | Sorszám | Év   | Bajnokság | Ellenfél a döntőben | Pontok    |
| Győztes  | 1.      | 2023 | UK Open   | Michael van Gerwen  | 11–10 (l) |

1. ↑  (l) = pontszám legekben, (sz) = pontszám szettekben.

## További tornagyőzelmei

### Egyéb tornagyőzelmek
- Gibraltar Open: 2011

## Fordítás
Ez a szócikk részben vagy egészben  az   Andrew Gilding című angol Wikipédia-szócikk ezen változatának fordításán alapul.  Az eredeti cikk szerkesztőit annak laptörténete sorolja fel. Ez a jelzés csupán a megfogalmazás eredetét és a szerzői jogokat jelzi, nem szolgál a cikkben szereplő információk forrásmegjelöléseként.